# Claus Erhorn
Claus Erhorn (* 18. Januar 1959 in Hamburg-Harburg) ist ein ehemaliger deutscher Vielseitigkeitsreiter.
Mit zwölf Jahren begann Erhorn zu reiten und spezialisierte sich rasch auf die Vielseitigkeitsreiterei. 1983 wurde Erhorn mit Fair Lady Deutscher Meister und Sechster bei der Europameisterschaft. 1984 qualifizierte sich Erhorn als Vierter der Deutschen Meisterschaft für die Olympischen Spiele in Los Angeles. Im olympischen Wettbewerb belegte Erhorn mit 80 Fehlerpunkten Rang 16. In der Mannschaftswertung gewann er Bronze zusammen mit Dietmar Hogrefe, Bettina Overesch und Burkhard Tesdorpf, wobei Tesdorpf als 39. der Einzelwertung nicht in die Mannschaftswertung kam. Nach Mannschaftsbronze bei der Europameisterschaft 1985 wurde Erhorn 1986 mit Fair Lady noch einmal Sechster der Weltmeisterschaft.
1987 ritt Erhorn auf seinem neuen Pferd Justyn Thyme und wurde Dritter der Europameisterschaft, mit der Mannschaft gewann er die Silbermedaille. Seinen größten Erfolg feierte Erhorn bei den Olympischen Spielen 1988 in Seoul. Dort wurde Erhorn in der Einzelwertung Vierter, nachdem er im abschließenden Springreiten einen Sicherheitsritt gezeigt hatte. Mit dem Verzicht auf die Chance auf eine Einzelmedaille vermied Erhorn jedes Risiko für die Mannschaftswertung. Die deutsche Equipe trat in Seoul mit Claus Erhorn, Matthias Baumann, Ralf Ehrenbrink und Thies Kaspareit an. Während Ehrenbrink disqualifiziert wurde, gewannen Erhorn, Baumann und Kaspareit die Goldmedaille und erhielten für diesen Sieg das Silberne Lorbeerblatt.
Nachdem Erhorn 1991 Dritter bei der Deutschen Meisterschaft geworden war, wurde er als Ersatzreiter für die Olympischen Spiele 1992 in Barcelona nominiert, kam dort aber nicht zum Einsatz. Seit dem Ende seiner aktiven Karriere ist der gelernte Pferdewirt als Trainer tätig.
Ein besonderes Zeichen von Fairness setzte Erhorn 1982, als er Fair Lady dem dänischen Europameister von 1979 Nils Haagensen für die Weltmeisterschaft zur Verfügung stellte, als dieser plötzlich ohne Pferd war.
Erhorn wurde im Juni 2023 in Luhmühlen zum Reitmeister ernannt.